# Джункуняно
Джункуняно (на италиански: Giuncugnano) е била община в Италия, в региона Тоскана, провинция Лука. Нейната територия се намира в планинния район, наречен Гарфаняна, на северната част на провинцията, близо до Апуанските планини. Населението е около 800 души (2007).
До 1 януари 2015 тя е независима община. Старата община се е обединила с община Силано да създадат новата община. Административен център е било село Маляно (Magliano).